# Кузьминых, Сергей Владимирович (политик)
Кузьминых Сергей Владимирович (укр. Кузьміних Сергій Володимирович; род. 17 января 1983, Житомир, Украинская ССР) — украинский политик и предприниматель, депутат Верховной Рады Украины IX созыва.

## Биография
Родился 17 января 1983 года в Житомире.
В 1989—2000 годах учился в общеобразовательной школе № 26 Житомира.
В 2000—2005 годах учился в Житомирском военном институте имени С. П. Королева по специальности «инженер-системотехник».
Позднее — предприниматель и председатель «Международного благотворительного фонда братьев Кузьминых».
С 2019 года — народный депутат Украины в Верховной Раде IX созыва, избранный по одномандатному округу № 67 Чудновского района Житомирской области от партии «Слуга народа».

## Благотворительный фонд
Идея фонда возникла 15 февраля 2015, когда брат Сергея — командир 90 ОАЭМБ 81 ОАЭМБр подполковник Олег Кузьминых — находился в плену у «ДНР». Тогда была создана организация «Общественная Инициатива Комбат», целью которой стала помощь семьям пленных бойцов 90-го батальона 81-й бригады. 23 мая 2015, Олег Кузьминых был освобождён из плена. После этого семья Кузьминых решила продолжать помогать людям, непосредственно связанным с войной на Востоке Украины.
В январе 2017 года на средства Фонда в Житомире был открыт реабилитационный центр для раненых военнослужащих. С апреля того же года центр начал принимать на реабилитацию детей с диагнозом детский церебральный паралич. Фонд содержит реабилитационный центр за счёт пожертвований.

## Семья
Жена — Кузьминых Елена Алексеевна. Дети — Ксения, Руслан и Мария.
Брат — Олег Кузьминых, командир 90-го батальона 81-й десантно-штурмовой бригады, участник боёв в Донецком аэропорту.